# Soča
Soča (talijanski: Isonzo, furlanski: Lusinç, njemački: Sontig) je 137 km dugačka rijeka u zapadnoj Sloveniji (95 km) i sjevernoj Italiji (42 km).
Ova rijeka izvire u Sloveniji u Trenti (Julijske Alpe). Mjesta kroz koje prolazi ova rijeka su Bovec, Kobarid, Tolmin, Kanal ob Soči, Nova Gorica i Gorica. Kraj Nove Gorice preko rijeke je sagrađen Solkanski most. Staro ime za Soču u gornjem toku je bilo Šnita.

## Povijest
Tijekom Prvog svjetskog rata se je u dolini Soče odigralo 12 bitaka na talijanskom frontu, u kojime je između svibnja 1915. i studenog 1917. poginulo sveukupno oko 300 000 austrougarskih i talijanskih vojnika.

## Fauna
U gornjem toku rijeke koji je vrlo čist živi pastrva glavatica (Salmo trutta marmoratus). Ova vrsta je danas ugrožena zbog pojave novih vrsta pastrva u rijeci.

## Soča u kulturi
O Soči je napisano nekoliko pjesama. Najpoznatije su:
- Simon Gregorčič: Soči
- Klara Stanič: Soča voda je šumela
- Iztok Mlakar: Soča

## Vanjske poveznice
- Velika korita Soče - Hribi.net
- Korita Soče pri Kršovcu - Hribi.net
- Izvir Soče - Hribi.net
- Slovenia tourism - Smaragdna pot  Arhivirana inačica izvorne stranice od 2. prosinca 2005. (Wayback Machine)
- http://www.burger.si/Slapovi/Posocje/IzvirSoce.htm
- http://www.prohereditate.com/
- http://www.bfro.uni-lj.si/zoo/publikacije/avtohtone_pasme/eng/The%20Marble%20trout.html  Arhivirana inačica izvorne stranice od 11. veljače 2006. (Wayback Machine)
- http://www.worldwar1.com/itafront/isonzo11.htm